# Urocyon littoralis
L'urocione delle Channel Islands (Urocyon littoralis) è una piccola specie di urocione nativa di 6 delle 8 isole del gruppo delle Channel Islands, in California, su ognuna delle quali è presente con una sottospecie differente. È il canino più piccolo del Nordamerica. La sua piccola taglia è frutto del nanismo insulare, un tipo di speciazione allopatrica dovuta alle condizioni di isolamento e alle limitate risorse ambientali che un'isola può offrire.

## Distribuzione

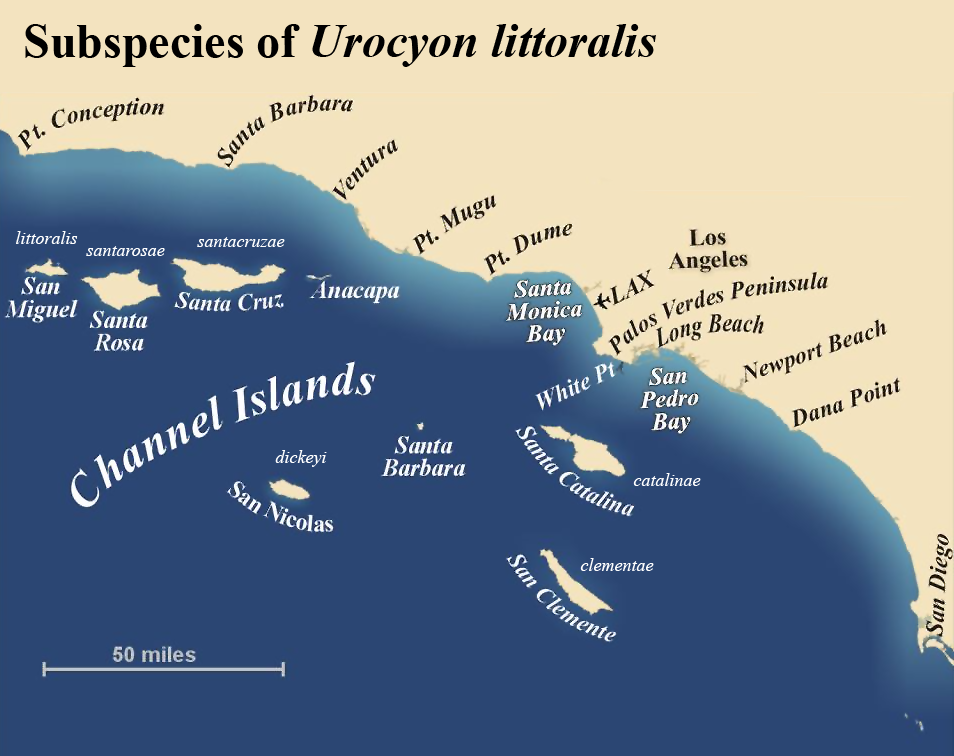
Diffusione delle sottospecie dell'urocione in questione

Questa specie vive in sei delle otto Channel Islands, nella California meridionale.
Probabilmente, i progenitori di questi animali raggiunsero le Channel Islands a nuoto durante l'ultima era glaciale, quando era più semplice accedervi grazie ai livelli del mare più bassi degli attuali; è pensabile che questi animali abbiano raggiunto prima le Northern Channel Islands, a quei tempi unite in un'unica massa di terra (l'isola di Santa Rosae), per poi essere probabilmente introdotti nelle Southern Channel Islands per eliminare i ratti o come animali da compagnia e da pelliccia.
In base alla distanza genetica dal loro antenato, l'urocione continentale, e agli scarsi fossili ritrovati, si è stabilito che le sottospecie delle Northern Channel Islands sono effettivamente le più antiche, mentre la sottospecie dell'isola di San Clemente vi risiede da circa 4.000 anni, quella di San Nicolas si è differenziata dalle altre circa 2.200 anni fa, quella di Santa Catalina fra gli 800 e i 3.800 anni fa.
Questi animali non hanno colonizzato Anacapa a causa della mancanza di sorgenti d'acqua dolce, mentre isola di Santa Barbara non ha le dimensioni necessarie per poter sostenere una popolazione di urocioni.

## Descrizione
L'urocione delle Channel Islands è molto più piccolo dell'urocione del continente, infatti raggiunge più o meno la taglia di un gatto, e questo ne fa la seconda volpe più piccola del mondo, superato solo dal fennec.
Il corpo misura al massimo 50 cm, più 20 cm di coda; l'altezza alla spalla è di 12–15 cm, mentre il peso è compreso fra 1,5 e 2,8 kg. Da notare la cortezza della coda rispetto al corpo.
Il maschio è sempre più grande della femmina.
Le dimensioni variano di sottospecie in sottospecie: gli individui di Santa Catalina sono quelli di maggiori dimensioni, mentre quelli di Santa Cruz sono i più piccoli.
Il manto è grigio sulla testa, rosso ruggine ai lati, bianco sulla parte inferiore del corpo, del collo e della testa; una striscia nera corre sulla parte dorsale della coda.
Una volta all'anno, fra agosto e novembre, questi animali fanno la muta della pelliccia. Prima della prima muta, i cuccioli hanno un mantello soffice e lanoso, più scuro rispetto agli adulti.

## Comportamento
Il loro habitat preferito è costituito dalle zone con vegetazione non molto fitta, con alta densità di alberi da frutto e cespugli. 
Possono però colonizzare tutti i tipi di habitat presenti sulle isole, dalla foresta temperata alla prateria. Nessuna isola ospita più di 1.000 urocioni.
Si nutrono di insetti, uccelli e le loro uova, piccoli mammiferi e rettili, crostacei e anche frutta. Tendono a cercare il cibo da sole e di notte, con picchi di attività all'alba e al tramonto; tuttavia, d'estate è più facile vederle di giorno rispetto all'inverno.
Questi canini non sono affatto intimiditi dall'uomo, essendo stati da sempre al vertice della catena alimentare delle Channel Islands. Sono perciò facili da avvicinare e molto docili; 
Per comunicare fra di loro, più che i suoni, tendono a utilizzare segnali olfattivi e visivi.

## Riproduzione

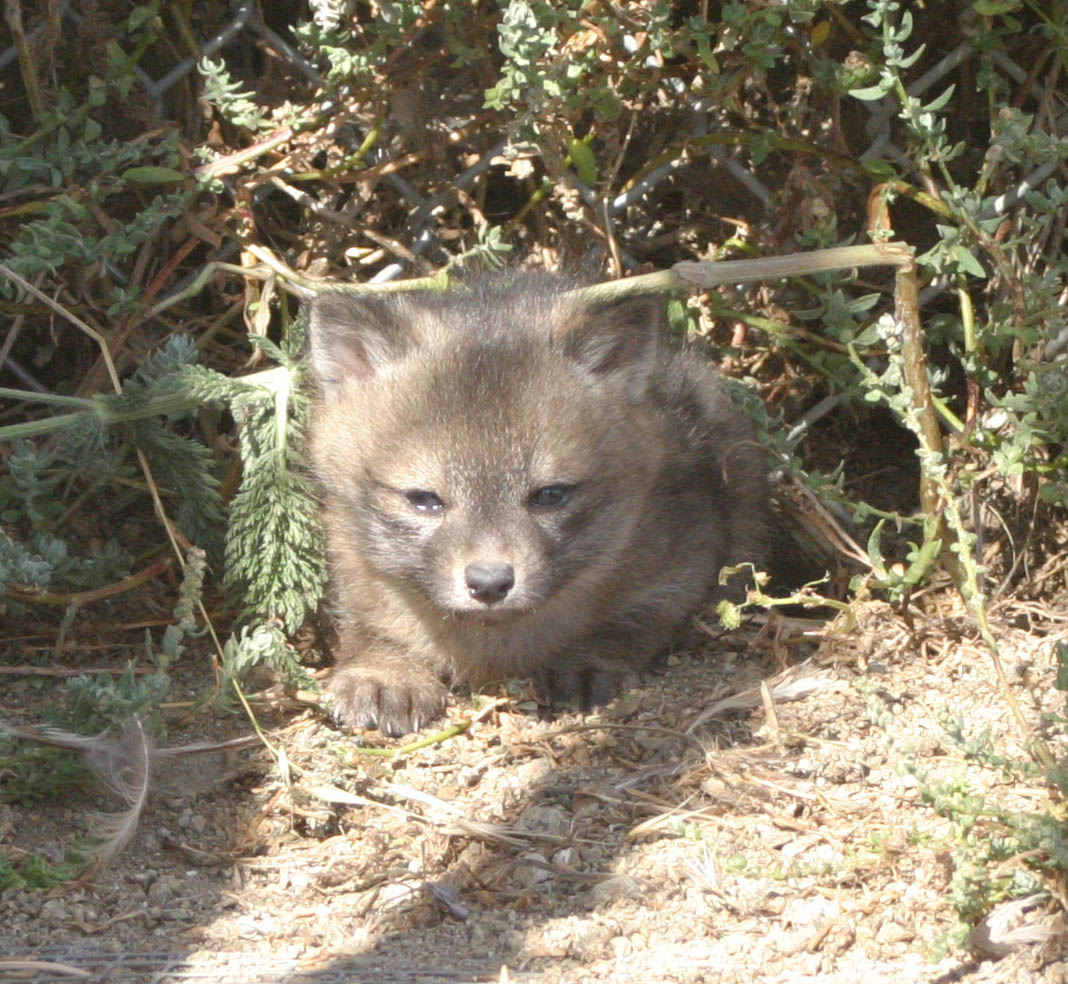
cucciolo di urocione delle Channel Islands.

Questi canini formano di solito coppie fisse e stabili e possono vedersi insieme da gennaio a marzo, ossia durante la stagione degli amori.
La gestazione dura 33-50 giorni; i cuccioli, di solito in numero di 5, vengono dati alla luce in una tana. Essendo nati in primavera, iniziano ad uscire dalla tana all'inizio dell'estate; la madre li allatta per 7–9 settimane.
La maturità sessuale viene raggiunta intorno ai 10 mesi; le femmine, di solito, si accoppiano dopo l'anno d'età.
Vivono generalmente 5-6 anni in natura, mentre in cattività raggiungono gli 8 anni ed oltre.

## Conservazione
Il declino della specie iniziò nel 1990: sull'isola di San Miguel, dal 1994 al 1999, la popolazione crollò da 450 a 15 individui, e percentuali simili di decremento si registrarono in tutte le isole.
Tramite l'uso di radiocollari su individui selvatici, si scoprì che la causa di un simile declino era soprattutto la predazione da parte dell'aquila reale.
Prima degli anni '90, infatti, le aquile reali erano presenza occasionali alle Channel Islands: a Santa Cruz, il primo esemplare fu addirittura visto nel 1999.
Si è ipotizzato che le aquile possano essere state attratte sulle isole dalla crescita della popolazione selvatica del bestiame (ad esempio i maiali), oltre che dalla scomparsa dell'aquila di mare testabianca dalle isole in seguito alle intossicazioni da DDT degli anni '50: la presenza di questo animale fungeva da deterrente per le aquile reali, nonostante le due specie occupassero nicchie differenti (l'aquila di mare si nutre prevalentemente di pesce).
Con l'arrivo dell'aquila reale nell'arcipelago, si è innescato il processo di competizione apparente.
È stato ipotizzato che solo attraverso la totale rimozione dell'aquila reale dalle isole si potrebbero salvare 3 sottospecie più minacciate di questo animale.
Le popolazioni di urocione delle Channel Islands, inoltre, vivendo isolate per secoli hanno perso l'immunità a molti parassiti e malattie tipici del continente: nel 1998, un'epidemia di cimurro canino uccise il 90% della popolazione di urocioni dell'isola di Santa Catalina.
D'altro canto, la popolazione di urocione minaccia la popolazione di Lanius ludovicianus residente sull'isola di San Clemente: durante il periodo riproduttivo di questi uccellini, la marina militare americana adotta vari sistemi per evitare agli urocioni di raggiungere i nidi (cattura delle volpi, recinzioni elettriche attorno ai siti di cova, l'uso di collari in grado di inviare scosse elettriche a comando).
Nel 2004, quattro sottospecie (quelle di Santa Cruz, Santa Rosa, San Miguel e Santa Catalina) di quest'animale sono state dichiarate protette dal governo federale con lo status di "in pericolo", anche IUCN porta la soglia a pericolo critico. 
Sono stati inoltre lanciati programmi di riproduzione in cattività, che finora stanno dando buoni risultati, anche se la predazione da parte dell'aquila reale continua a decimare gli individui selvatici.
Per risolvere il problema, tutte le aquile reali delle Northern Channel Islands sono state rimosse e liberate nel continente; per impedire loro di ritornare, si pensa di reintrodurre l'aquila di mare testabianca sulle isole. Tuttavia, tale progetto sarebbe di non facile attuazione ed abbastanza costoso.
Inoltre, è iniziato un programma di abbattimento dei maiali selvatici, in modo da eliminare un pericoloso competitore per il cibo ed allo stesso tempo una risorsa di cibo per le aquile. Infine, è stato lanciata una campagna di vaccinazione degli individui selvatici contro le malattie più comuni, ed è stata vietata l'introduzione di animali di qualsiasi tipo nel parco.
Nel 2013, a seguito di nuovi controlli sulla popolazione, l'IUCN abbassa il rischio di estinzione portandolo da specie in pericolo critico a prossimo alla minaccia. Attualmente la popolazione stimata è in crescita ed è passata da un minimo di meno di 1.500 esemplari a 5.500.